# دنیس لهان
دنیس لهان (انگلیسی: Dennis Lehane؛ زادهٔ ۴ اوت ۱۹۶۵) یک نویسنده اهل ایالات متحده آمریکا است. از معروف‌ترین رمان‌های او، رودخانه مرموز ‌و جزیره شاتر هستند که فیلم هایی از روی آنها با همین اسامی ساخته شده و مورد استقبال فراوان قرار گرفته است.